# Acci
Acci (łac. Diocesis Accitanus) – stolica historycznej diecezji w prowincji Hispania Tarraconensis istniejącej w czasach rzymskich (I-VIII wiek). 
Pozostałości miasta Acci znajdują się w okolicach miasta Guadix, w Andaluzji w Hiszpanii. Obecnie katolickie biskupstwo tytularne ustanowione w 1969 przez papieża Pawła VI. 

## Biskupi tytularni
| Lp. | Biskup              | Funkcja                                          | Od                | Do                  |
| --- | ------------------- | ------------------------------------------------ | ----------------- | ------------------- |
| 1   | Henryk Gulbinowicz  | administrator apostolski w Białymstoku           | 12 stycznia 1970  | 3 stycznia 1976     |
| 2   | Joseph Phan Văn Hoa | biskup pomocniczy Quy Nhơn (Wietnam)             | 30 marca 1976     | 6 października 1987 |
| 3   | Vilhelms Nukšs      | biskup pomocniczy archidiecezji ryskiej (Łotwa)  | 23 listopada 1987 | 27 lutego 1993      |
| 4   | Heinrich Fasching   | biskup pomocniczy St. Pölten (Austria)           | 24 maja 1993      | 1 czerwca 2014      |
| 5   | Hryhorij Komar      | biskup pomocniczy samborsko-drohobycki (Ukraina) | 25 czerwca 2014   |                     |